# Фі, Фай, Фо, Фам і Фуї

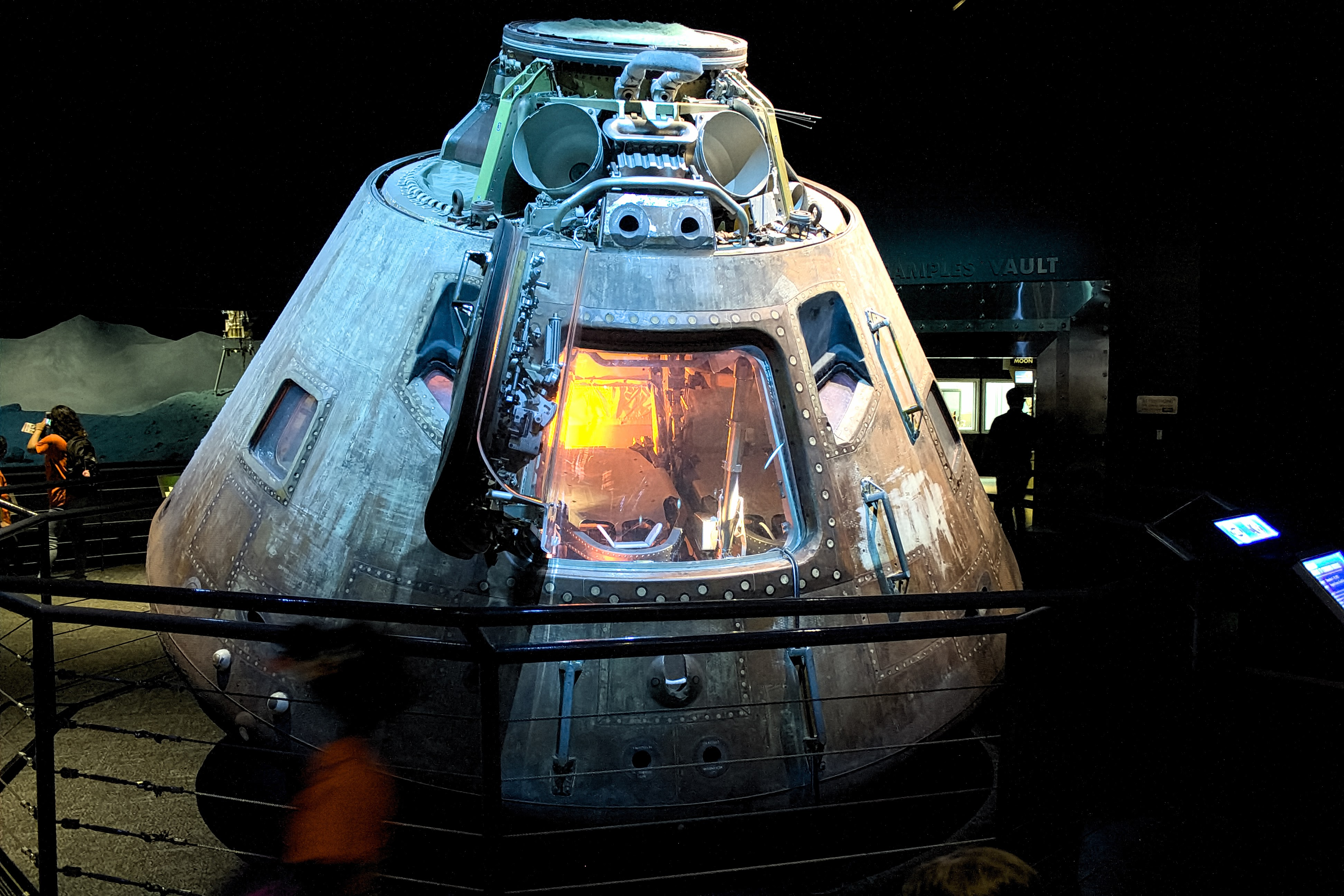
П'ять мишей і три астронавти здійснили політ на Місяць і назад на Землю в Командному модулі «Америка» корабля «Аполлон-17». Нині він експонується в Космічному центрі Х'юстона.

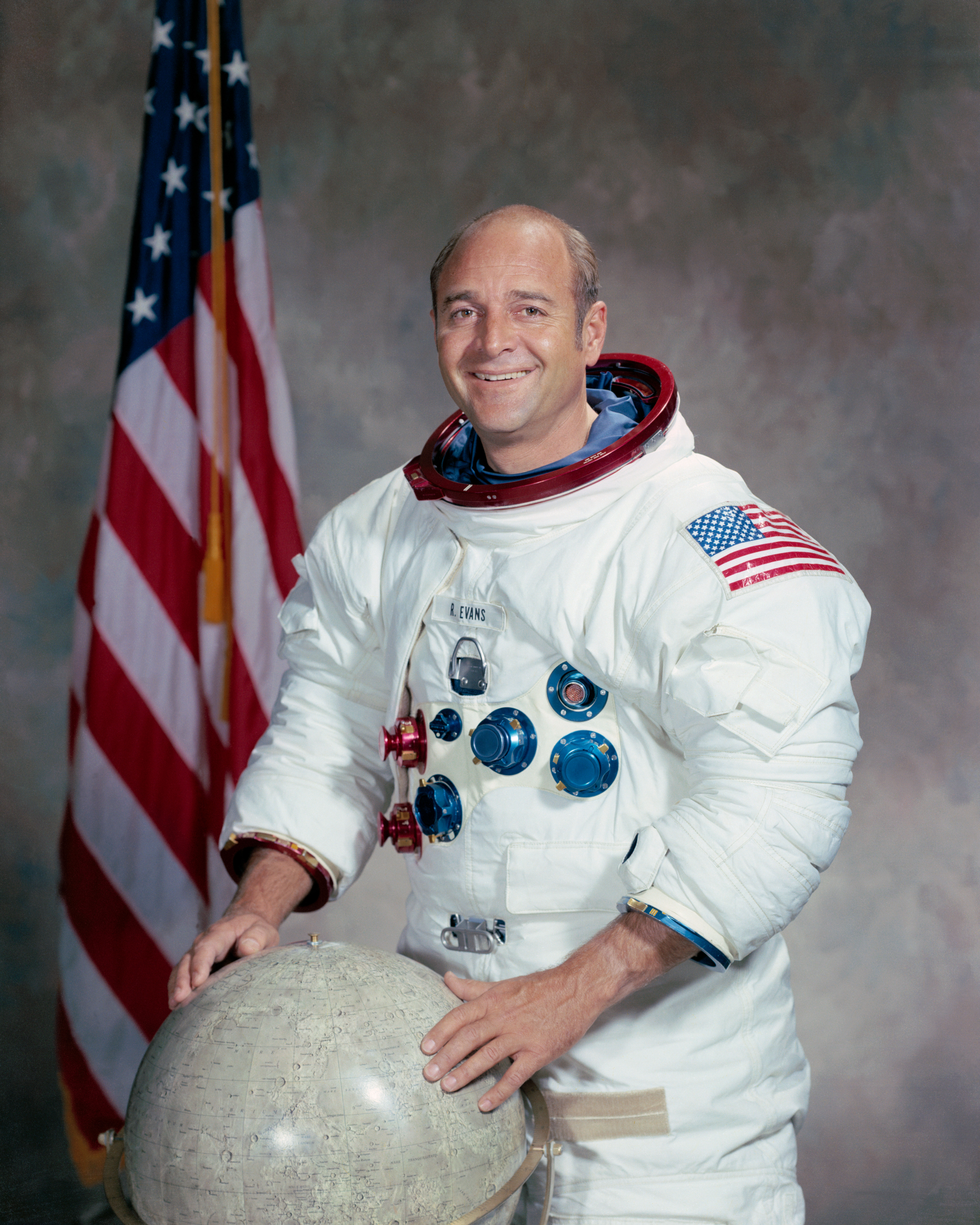
У 1972 році астронавт НАСА Роналд Еванс і п'ять мишей упродовж шести діб літали навколо Місяця.

Фі, Фай, Фо, Фам і Фуї (англ. Fe, Fi, Fo, Fum, and Phooey) — імена п'яти мишок, чотирьох самців і однієї самки, які в 1972 році полетіли на Місяць і 75 разів облетіли його під час місії «Аполлон-17» у рамках космічної програми «Аполлон». НАСА надало їм ідентифікаційні номери A3305, A3326, A3352, A3356 і A3400, а прізвиська їх дали члени екіпажу «Аполлона-17» — Юджин Сернан, Гаррісон Шмітт і Роналд Еванс. Поки Сернан і Шмітт працювали на поверхні Місяця і їздили по ній у місячному автомобілі, ці миші, а також Еванс, який не висаджувався на Місяць, а чекав на своїх товаришів на навколомісячній орбіті, оберталися навколо Місяця протягом рекордних шести днів і чотирьох годин у Командному модулі «Америка» корабля «Аполлон».
Троє астронавтів і п'ять мишей були останніми землянами, які подорожували до Місяця й облетіли його навколо. Роналду Евансу і цим п'яти мишам належать два рекорди космічних польотів живих істот: найдовший час, проведений на навколомісячній орбіті (147 год 43 хв), і найбільша кількість обертів навколо Місяця (75).

## Політ
«Аполлон-17» стартував 7 грудня і повернувся на Землю 19 грудня 1972 року. Біологічний експеримент з космічним випромінюванням (BIOCORE) передбачав використання п'яти мишей (Perognathus longimembris) — виду, обраного для експерименту з огляду на їхні добре задокументовані біологічні реакції. До переваг цього виду належали невеликий розмір, легкість утримання в ізольованому стані (вони не потребували питної води протягом передбачуваної тривалості місії та виробляли висококонцентровані відходи) та доведену здатність витримувати стресові умови навколишнього середовища.
Мишам імплантували під шкіру голови датчики радіації, щоб перевірити, чи не зазнають вони ушкоджень від космічного випромінювання.
Миші перебували в окремих комірках трубок усередині алюмінієвого контейнера з «достатнім запасом їжі, контрольованою температурою та запасом надпероксиду калію, який поглинав вуглекислий газ, що утворювався внаслідок їхнього дихання, та забезпечував їх свіжим киснем». Один із самців (A-3352) помер під час польоту; причина його смерті не була встановлена.
Решта чотири були умертвлені й розчленовані, щоб отримати інформацію щодо стану їхніх біологічних тканин після повернення з Місяця. Були виявлені ураження печінки та шкіри голови, але вони не були пов'язані між собою і, ймовірно, не були наслідком космічного випромінювання. У сітківці та внутрішніх органах мишей пошкоджень виявлено не було. На момент публікації попереднього наукового звіту про місію «Аполлон-17» мозок мишей ще не було досліджено, але подальші дослідження не виявили значного впливу на мозок.

## Імена мишей
Імена чотирьох із п'яти мишей відтворюють перший рядок англійського чотиривіршика «Fee-fi-fo-fum», відомого тим, що його вжито у класичній англійській казці «Джек і бобове зерно». Цей віршик у версії фольклориста Джозефа Джейкобса звучить так (1890):
Fee-fi-fo-fum,

I smell the blood of English young,

Be he alive, or be he dead

I'll have his bones to grind my bread.

## Галерея

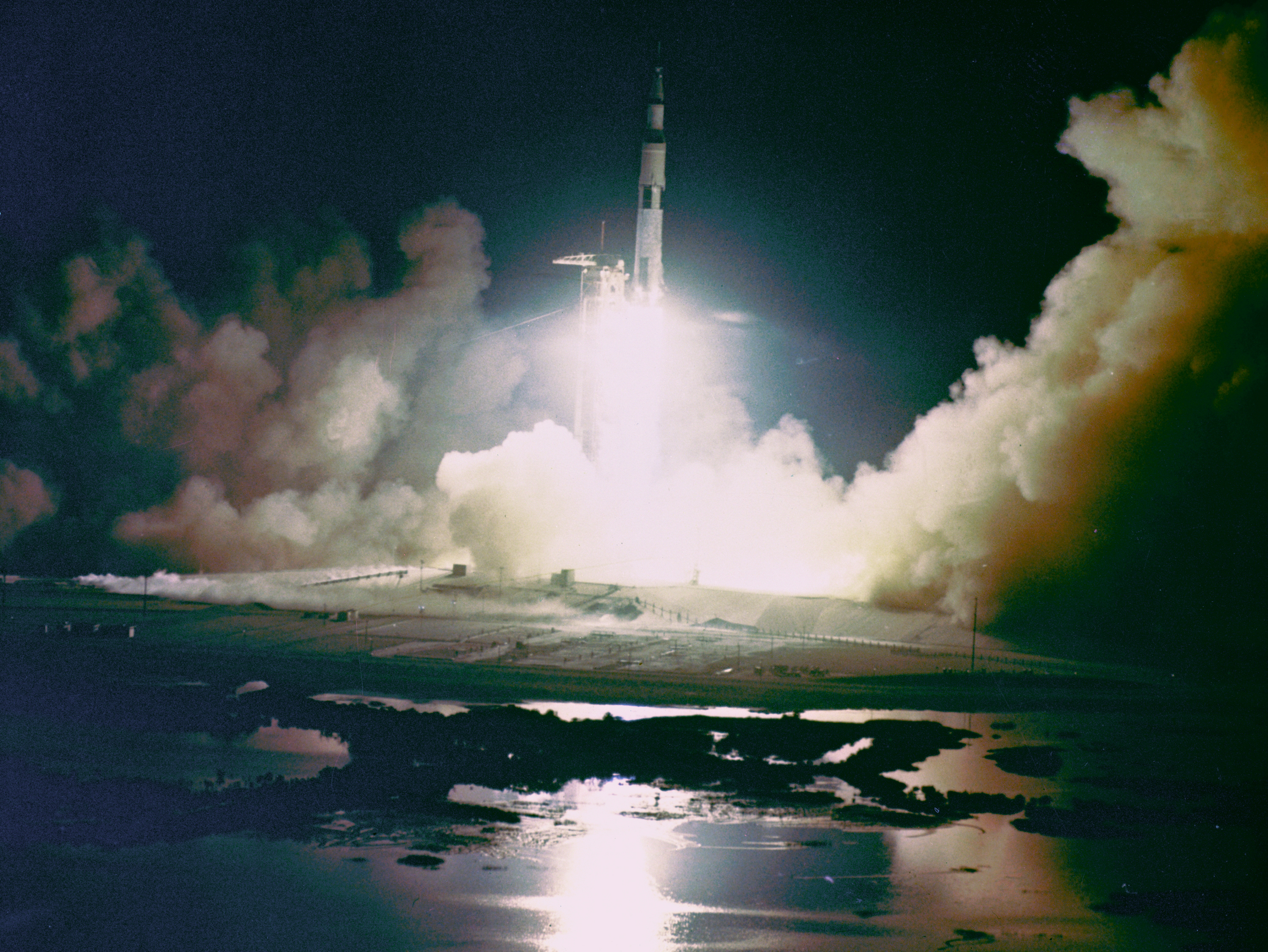
Нічний старт «Аполлона-17», 7 грудня 1972 року.
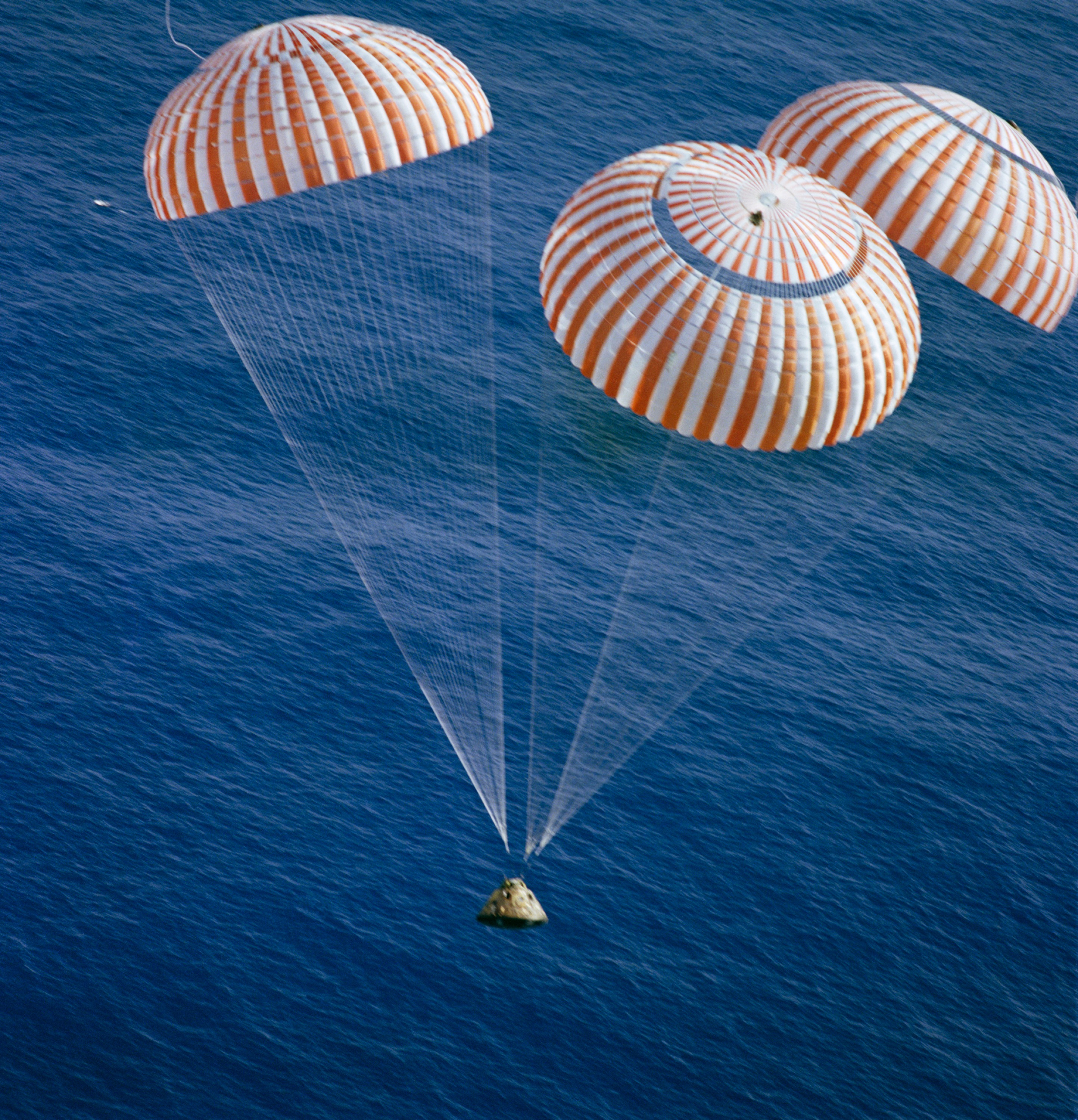
Космічна капсула «Аполлона-17» приводнюється в південній частині Тихого океану.
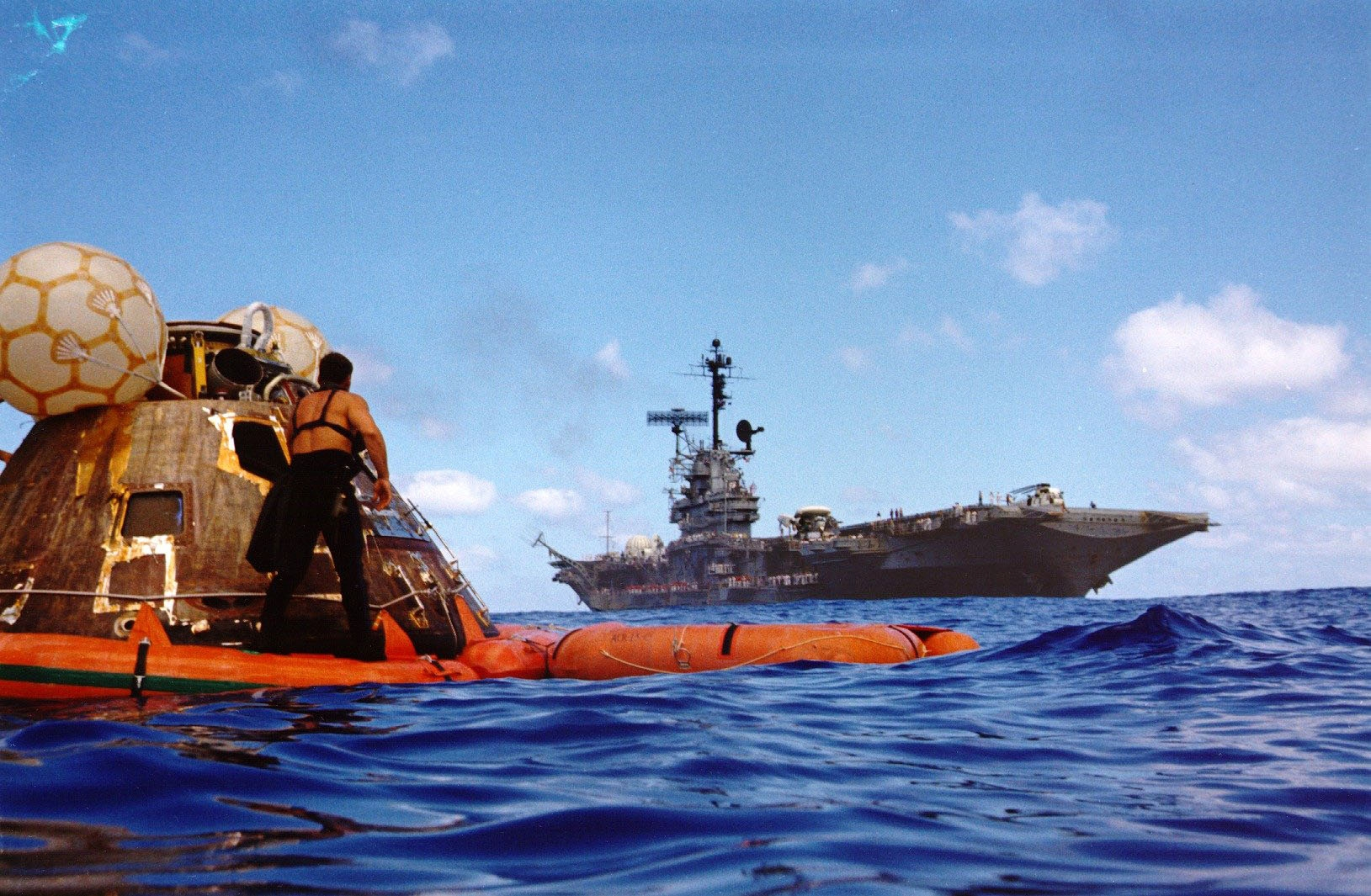
Миші та Командний модуль «Америка», підняті авіаносцем «Тікондерога», 19 грудня 1972 року (троє астронавтів уже перебували на борту корабля).
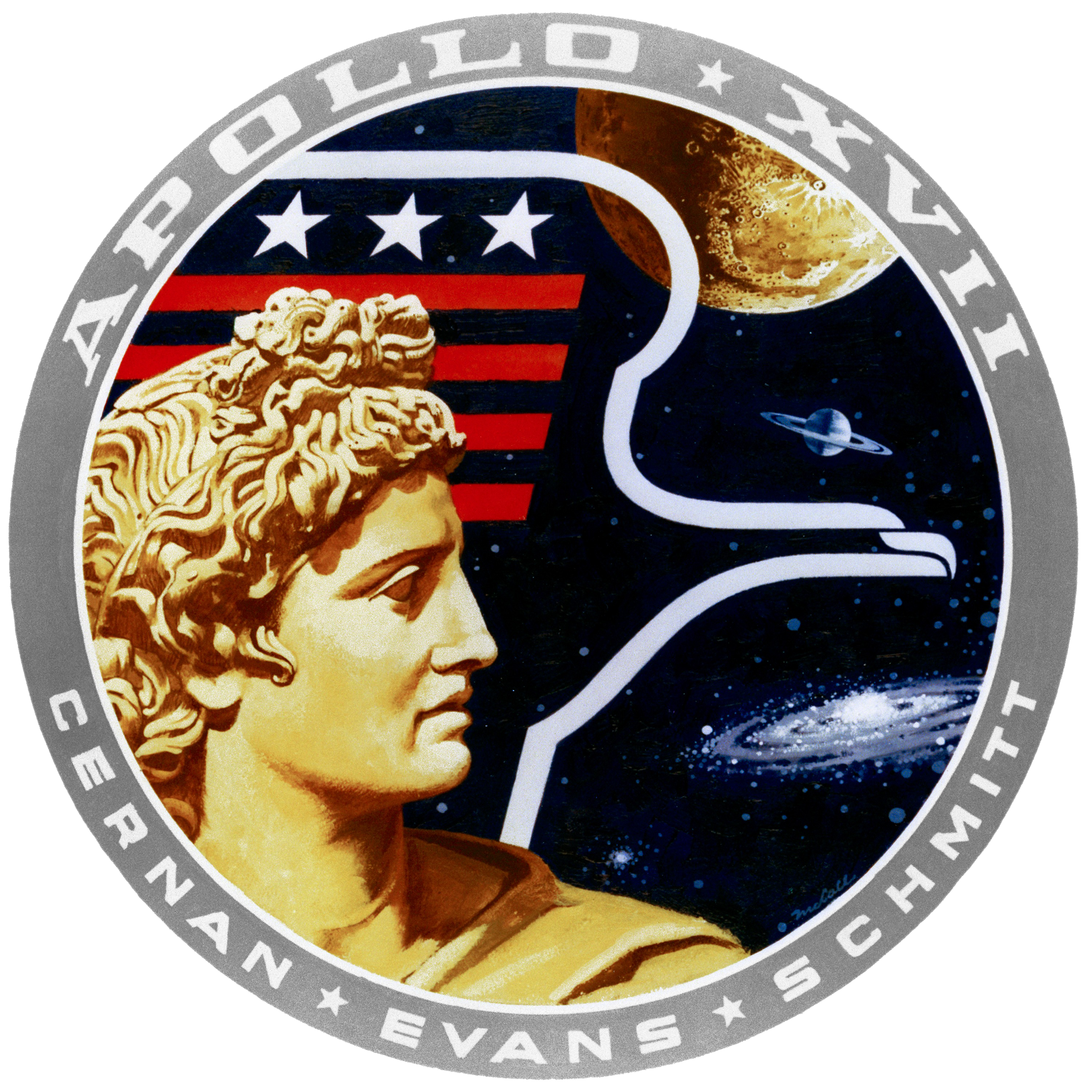
Емблема місії «Аполлон-17».